# Metaphycus trimblei
Metaphycus trimblei är en stekelart som först beskrevs av Dozier 1936.  Metaphycus trimblei ingår i släktet Metaphycus och familjen sköldlussteklar. Inga underarter finns listade i Catalogue of Life.